# Олешице
Олешѝце (на полски: Oleszyce) е град в Югоизточна Полша, Подкарпатско войводство, Любачовски окръг. Административен център е на градско-селската Олешишка община. Заема площ от 5,08 км2.

## География
Градът се намира в историческата област Червена Рус. Разположен на Тарногродзкото плато западно от град Любачов.

## История
През XV век селището принадлежи на фамилията Корманицки-Рамш. От 30 август 1570 г. става собственост на шляхтича Хероним Шенявски. Градските права на селището са потвърдени от крал Стефан Батори на 26 февруари 1578 г. След избухването на Втората световна война Олешице е един от унищожените полски градове.

## Население
Според данни от полската Централна статистическа служба, към 1 януари 2014 г. населението на града възлиза на 3 053 души. Гъстотата е 601 души/км2.